# روضة الطالبين وعمدة السالكين
روضة الطالبين وعمدة السالكين، هو كتاب يٌنسب للإمام أبو حامد الغزالي، في باب التصوف السنّي، يقول الكاتب في مقدمته:
| روضة الطالبين وعمدة السالكين | فقد ألّفت هذا الكتاب ليتمسك به طالب الحق ويستعين به على سلوكه إن شاء الله، وأستعين في ذلك بالله تعالى من الخلل والزلل وهو خير ناصر ومعين | روضة الطالبين وعمدة السالكين |

وقد شكك كلا من أسين بلاثيوس ومونتجمرى وت بصحة نسبتها للغزالي.